# Котаев, Григорий Сесеевич
Григо́рий Сесе́евич Кота́ев (25 апреля 1926 в селе Ногир Пригородного района Северной Осетии - 5 апреля 1992 в Цхинвале) — советский юго-осетинский художник, Заслуженный художник Грузинской ССР, Народный художник Республики Южная Осетия, лауреат Государственной премии имени К. Л. Хетагурова, член Союза художников СССР.
Родился в Ногире (Северная Осетия), где его семья вместе с другими юго-осетинскими беженцами укрылась от преследований грузинской армии начала 1920-х. Вернулись в Южную Осетию только в 1936 году.
Григорий Котаев учился в Москве (Московский институт прикладного и декоративного искусства) (1946, 1951-1956), Тбилиси (Тбилисская государственная академия художеств (1947-1948)) и Ленинграде (ЛВХПУ имени В. И. Мухиной, кафедра монументально-декоративной живописи, 1956). В качестве дипломной работы участвовал в создании проекта оформления станции метро «Технологический институт».
Вернувшись после учёбы в Южную Осетию, преподавал в цхинвальском Художественном училище имени М. С. Туганова, в 1962-71 годах был его директором.
Известен своими портретами («Поэт-фронтовик Г. Дзугаты», «Ю. С. Кучиев», «Профессор Нафи Джусойты», «Хирург Кабисов Падо» и др.). Автор оригинальных женских портретов, в которых «достигается впечатление общей светоносности» («Портрет матери», «Катерина. Портрет супруги», «Портрет музыковеда К. Цхурбаевой»). Кисти художника принадлежат также воссозданные образы исторических персоналий — аланских царей XI-XII веков Урдура, Дургуллеля, Худдана, Ос-Багатара, грузинской царицы Тамары и её мужа Давида-Сослана, а также запечатлённых в народном творчестве героев более позднего времени — Бега Кочиева, Махамата Томаева, Антона Дриаты. Участвовал в росписи интерьеров Юго-Осетинского драматического театра на сюжеты нартовского эпоса.
С началом грузино-осетинского конфликта пережил несколько сердечных приступов, от одного из них скончался 5 апреля 1992 года.

## Семья
Жена — Екатерина Васильевна Келехсаева. Дети — две дочери и сын.